# Lachute
Lachute ist eine Stadt in der Region Laurentides der Provinz Québec mit 12.862 Einwohnern (Stand: 2016). Sie liegt etwa 75 Kilometer nordwestlich von Montreal am Fluss Rivière du Nord und ist Hauptort der regionalen Grafschaftsgemeinde Argenteuil.
Im Süden verläuft die Autoroute 50 des Staates Quebec. Ein kleiner Regionalflughafen – Lachute Airport – befindet sich südwestlich der Stadt. Etwa 25 km östlich befindet sich der internationale Flughafen Montreal-Mirabel. Der Bahnhof der Stadt ist als Kulturdenkmal aufgenommen in die Liste der Canada’s Historic Places.
Die vorherrschenden Wirtschaftszweige sind die Papierherstellung und der Handel mit Bauholz.

## Söhne und Töchter der Stadt
- Arthur Philemon Coleman (1852–1939), Geologe
- Wayne Riddell (1936–2022), Organist, Dirigent und Musikpädagoge
- Pierre Pagé (* 1948), Eishockeytrainer
- Roc LaFortune (* 1956), Schauspieler und Drehbuchautor
- Kevin Lowe (* 1959), Eishockeyspieler und -trainer
- Jim Watson (* 1961), Bürgermeister von Ottawa
- Éric Meloche (* 1976), Eishockeyspieler
- Denis Hamel (* 1977), Eishockeyspieler
- Philippe Bourret (* 1979). Badmintonspieler